# Dag (Mondkrater)
Dag ist ein sehr kleiner Einschlagkrater auf der Mondvorderseite im Lacus Felicitatis nördlich des Kraters Yangel.
Die namentliche Bezeichnung geht auf eine ursprünglich inoffizielle Bezeichnung auf Blatt 41C3/S1 der Topophotomap-Kartenserie der NASA zurück, die von der IAU 1979 übernommen wurde.

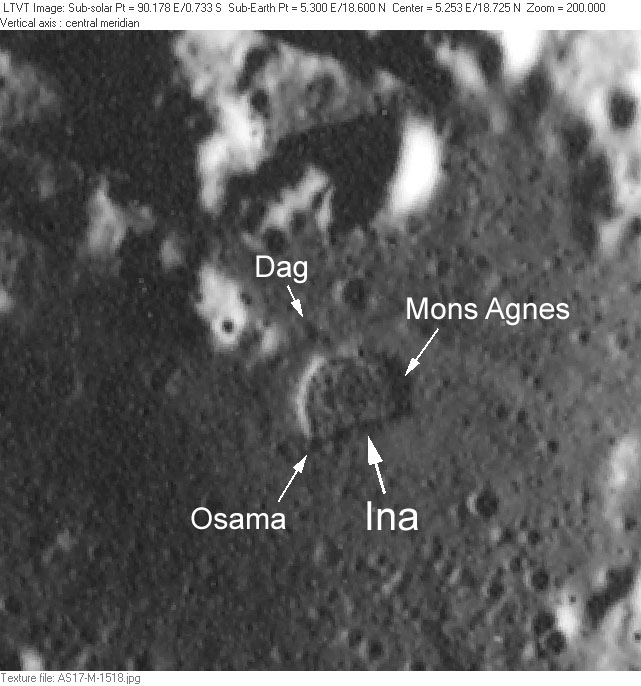
Dag, Ina, Osama und Mons Agnes (Apollo 17-Aufnahme)